# Pinetum Birkhoven
Het pinetum Birkhoven is een circa 1,5 ha groot deel van het bos Birkhoven bij Amersfoort, dat ingericht is als naaldbomentuin. Het is een gespecialiseerd arboretum waarin uitheemse coniferen zijn aangeplant. 
Het pinetum is vrij toegankelijk.

## Geschiedenis
Het pinetum is aangelegd in de jaren dertig van de twintigste eeuw, samen met de bosvijver en het Bosbad. Met het vrijgekomen zand is de uitzichtheuvel gemaakt. 
In 1932 en 1933 vond in het kader van de werkverschaffing het grondwerk voor de aanleg van het pinetum plaats. In 1934 werden een groot aantal jonge bomen geplant en van naambordjes voorzien.
In 1983 werd het pinetum door de gemeente Amersfoort grondig opgeknapt. Er werd allerlei opslag verwijderd, een grondige inventarisatie van het bomenbestand vond plaats, een aantal nieuwe bomen en heesters werden aangeplant en er kwamen nieuwe bordjes.
In de jaren negentig raakte het pinetum enigszins in verval. Sinds de stichting Het Utrechts Landschap in januari 2005 eigenaar werd van Birkhoven, is het achterstallig onderhoud aangepakt.

## Soorten
Tot de soorten die in pinetum Birkhoven geplant zijn, behoren onder andere:
- Sequoiadendron giganteum, de mammoetboom - één exemplaar uit 1934, die inmiddels een hoogte van 30 m heeft bereikt en één aangeplant in 1982.
- Chamaecyparis lawsoniana, de Lawsoncipres  - waaronder een groepje met inmiddels zeventigjarige exemplaren; ook drie fraaie exemplaren van de cultivar 'Columnaris'.
- Callitropsis nootkatensis, de Nootkacipres.
- Cryptomeria japonica, de Japanse ceder, waaronder een zeventigjarige.
- Pinus wallichiana, de tranenden of  Himalayaden; een prachtig vrijstaand exemplaar uit 1934.
- Pinus strobus, de Weymouthden; een groep van drie zeventigjarige exemplaren.
- Pinus peuce, de Macedonische den; waaronder een zeventigjarige.
- Picea omorika, de Servische spar; een mooi groepje.
- Abies nordmanniana, de Nordmann-spar.
- Thuja plicata, de reuzenlevensboom.
- Larix decidua, de Europese lariks.
- Calocedrus decurrens, de wierookceder; drie exemplaren, aangeplant in de jaren tachtig van de twintigste eeuw.

afbeeldingen
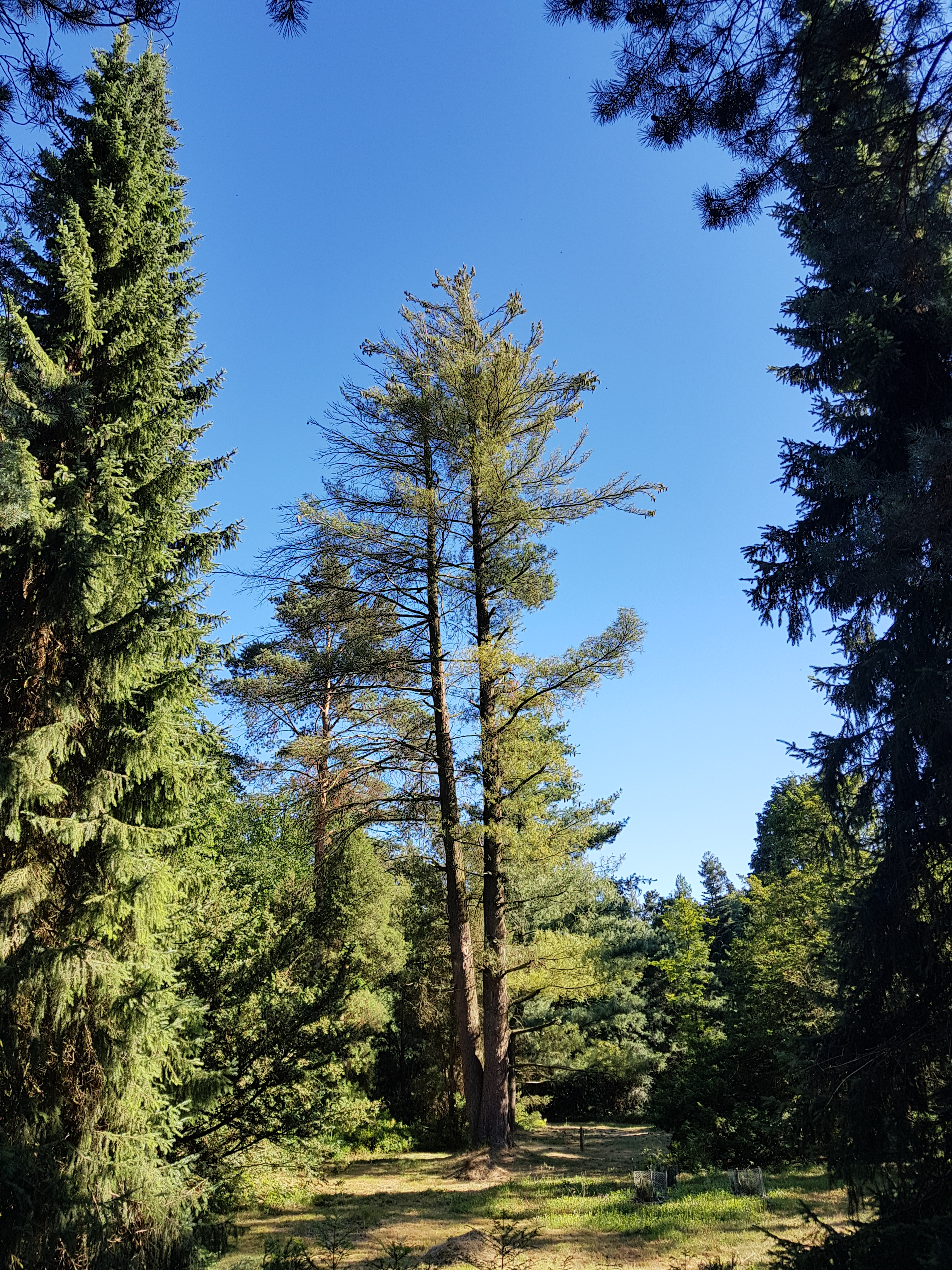
Tranenden
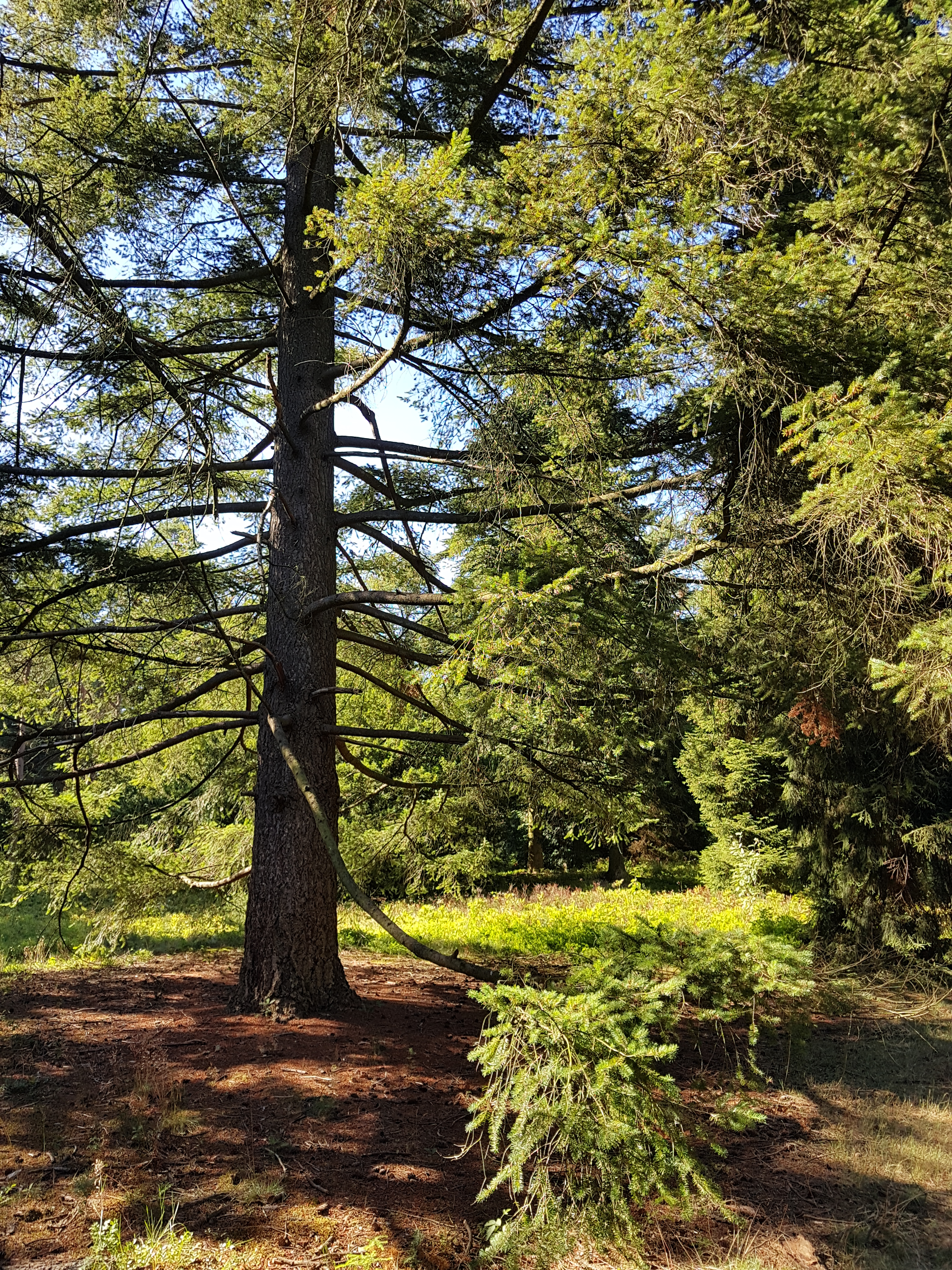
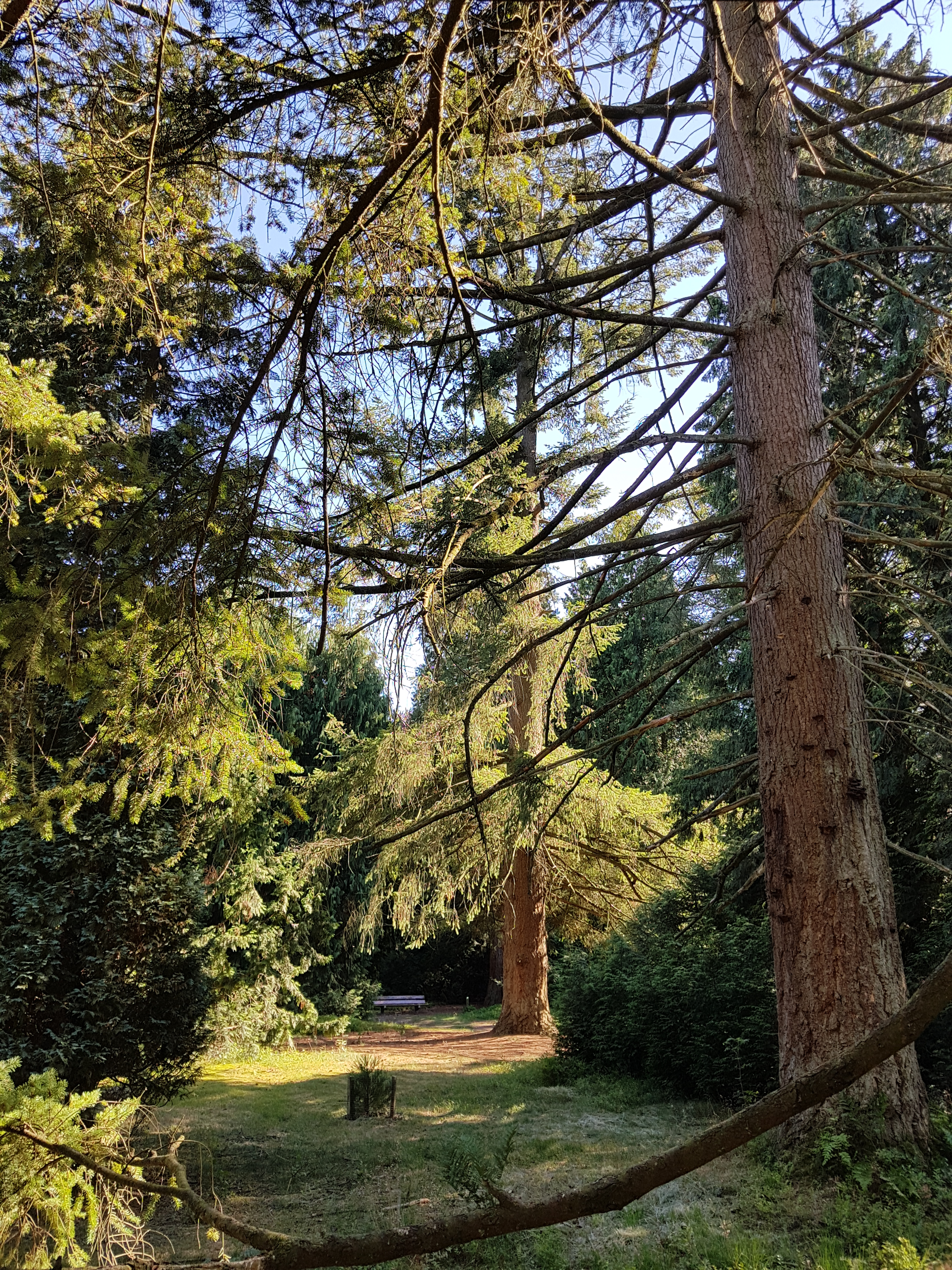
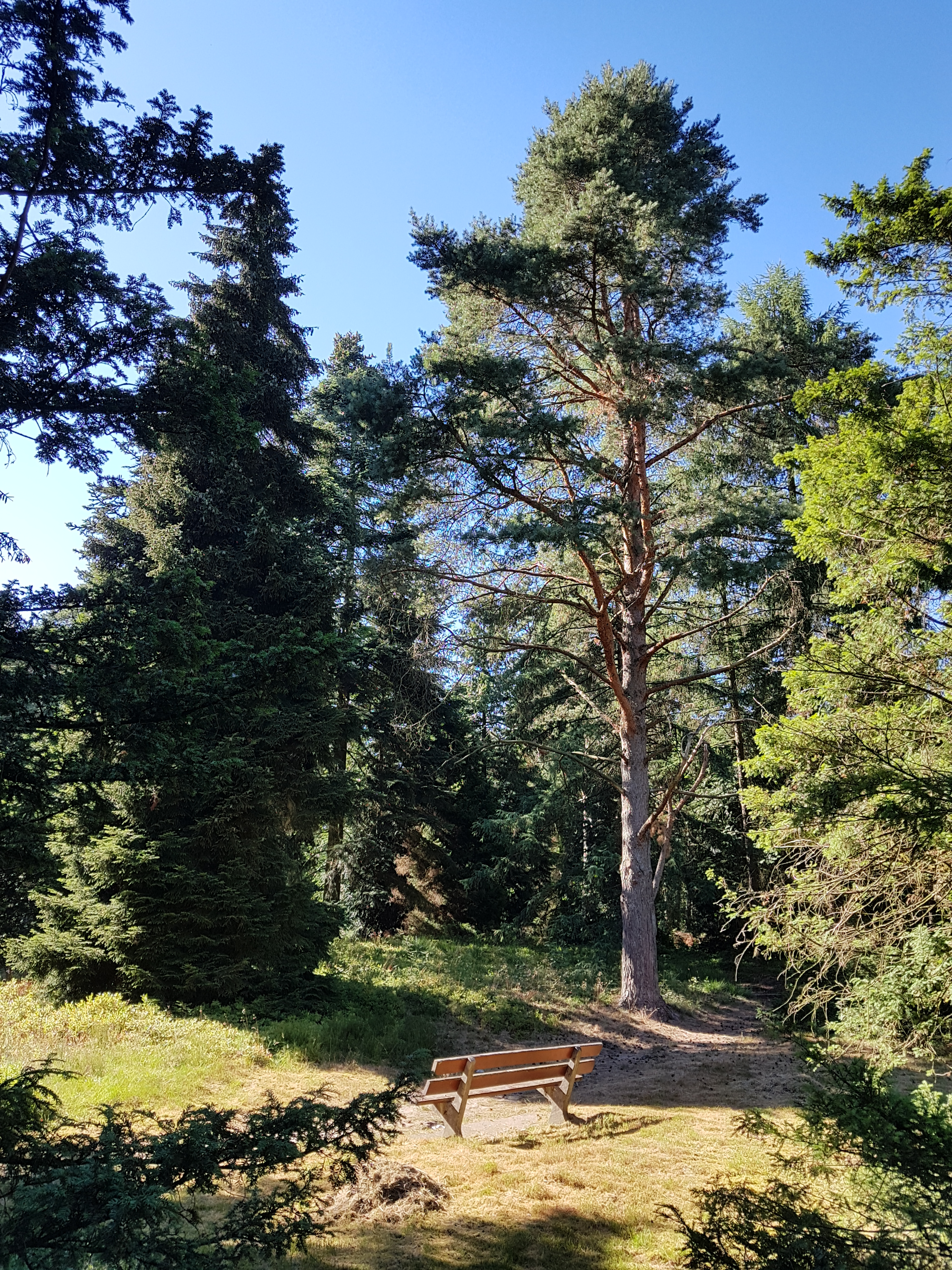
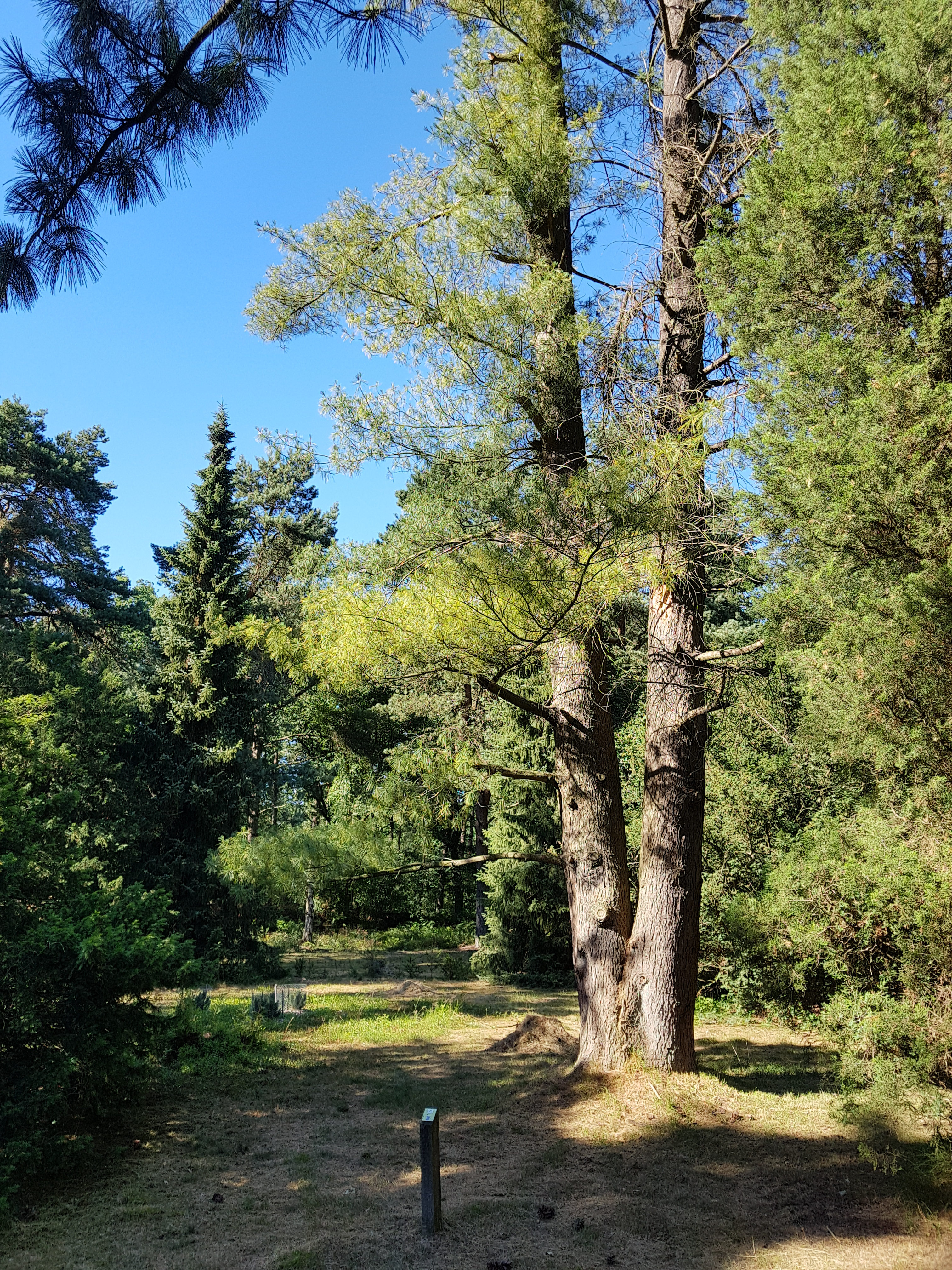